# Marcel More
Marcel More, slovenski taekwondoist, * 13. september 1975, Ljubljana.
More je za Slovenijo nastopil na Poletnih olimpijskih igrah 2000 v Sydneyju, kjer je v velterski kategoriji taekwondoja osvojil 5.-8. mesto.